# Assessor (functie)
De functie van assessor kan meerdere betekenissen hebben. Het betekent in het Latijn een 'bijzitter', een helper.

## Nederland
- Binnen een studentenvereniging heeft de assessor geen vastliggende taak, maar treedt op als assistent van de voorzitter. Verder moet een universitaire faculteit die geleid wordt door een meerkoppig bestuur, altijd een student-lid hebben. Deze student heeft dan de functie van (student-)assessor.
- In de protestantse kerken in Nederland behoort de assessor tot het dagelijks bestuur van de kerkenraad en functioneert als praeses secundus, oftewel tweede voorzitter.
- Tot 1851 werden de wethouders in de gemeenten, die niet vanouds stadsrechten hadden, aangeduid als assessor. Tot in de 21e eeuw wordt de term assessor in Nederland ook gebruikt om een algemeen bestuurslid aan te duiden. Tevens was het destijds de benaming van een hulp van de voorzitter en een lid van de rechtbank.[1]

## België
- Een assessor is een academicus die de promotor van een doctoraatsonderzoek bijstaat in de begeleiding van de doctorandus.
- Daarnaast kan een assessor een lid van de rechtbank van eerste aanleg of van het hof van beroep zijn. In bv. het hof van assisen wordt de voorzitter bijgestaan door twee assessoren.

## Andere landen
In andere landen heeft de term 'assessor' ook meestal de betekenis van iemand met een ondersteunende bestuursfunctie, op een rechtbank, op een universiteit of bij een overheidsdienst.